# Enda Kenny
Enda Kenny (født 24. April 1951 i Castlebar, County Mayo) er en irsk politiker fra partiet Fine Gael, der var taoiseach (Irlands regeringsleder) fra marts 2011 til juni 2017.

## Biografi
Kenny besøgte St. Patrick’s Teacher Training College i Drumcondra/Dublin og National University of Ireland i Galway. I 1975 blev han ved et eftervalg i Mayo West valgkredsen valgt til den 20. Dáil Éireann og besatte dermed sin afdøde faders Henry Kenny ledige sæde. Mandatet kunne han forsvare ved alle de følgende valg. Under den 24. Dáil var han viceminister fra den 13. februar 1986 til marts 1987 i undervisningsministeriet. I december 1994 blev Kenny af Taoiseach John Bruton udnævnt til handels og turistminister og var med i regeringen indtil juni 1997.
Efter at Fine Gael havde tabt 23 mandater ved valget til Dáil Éireann i 2002, blev Kenny i juni 2002 valgt til formand for partiet. Ved Underhusvalget i maj 2007 fik Fine Gael 51 mandater og blev det næststørste parti i parlamentet. Efter Fine Gaels valgsejr ved valget til Underhuset i februar 2011 blev Kenny den 9. marts 2011 Taoiseach og afløste dermed Brian Cowen fra Fianna Fáil.
Foruden at være medlem af parlamentet var han fra 1975 til 1995 medlem af Mayo County Council. Kenny er gift og har tre børn.